# Nyangilas
Nyangilas (ニャンギラス) est un groupe d'idoles japonaises actif en 1986, deuxième sous-groupe d'Onyanko Club, composé de quatre de ses membres.

## Histoire
Le groupe, produit par Yasushi Akimoto, débute en trio, avant d'être rejoint par Mako Shiraishi pour l'enregistrement de son premier disque en mars. Le groupe ne dure que quelques mois en 1986, le temps de sortir deux singles, classés 1er des ventes à l'oricon, et un album, jusqu'au départ de Mika Nagoya en septembre suivant. Après la séparation d'Onyanko Club l'année suivante, les quatre membres ont cessé leurs activités artistiques ; Rika Tatsumi enregistre cependant un unique single en solo cette année-là.

## Membres
- Aki Kihara (樹原亜紀?, née le 30 mars 1969 à Kanagawa) (Onyanko Club n°6)
- Mika Nagoya (名越美香?, née le 12 avril 1966 à Saitama) (Onyanko Club n°9)
- Rika Tatsumi (立見里歌?, née le 14 novembre 1965 à Tokyo) (Onyanko Club n°15)
- Mako Shiraishi (白石麻子?, née le 12 1969 à Tokyo) (Onyanko Club n°22)

## Discographie
Singles
Album
Single de Rika Tatsumi